# آیرون ماونتین
آیرون ماونتین (انگلیسی: Iron Mountain) شرکت فناوری اطلاعات آمریکایی است، که در سال ۱۹۵۱ تأسیس شد.